# Ziara-Fest
Das Ziara-Fest ist eine wiederkehrende Festivität in der Kleinstadt Tazrouk im Osten des Ahaggargebirges in Algerien. Das traditionelle Fest findet im August eines jeden Jahres statt unter den Imuhar und wird zu Ehren des Cheik Moulay Abdallah veranstaltet. Dabei werden Kamelrennen und das Iljugan (Tanz der Kamele zum Rhythmus der Tinde) zelebriert.
Tazrouk ist mit 1820 Metern die höchstgelegene Stadt Algeriens, was dem wenigen Tourismus aufgrund der angenehmen Temperaturen zu einem Aufschwung verhilft. Es wachsen Feigenbäume, Aprikosen, Mandeln, und Pappeln. Erbsen, Karotten. Auch Salat gedeiht in der Region gut.